# Shiokawa Tetsuya
Tetsuya Shiokawa (sinh ngày 10 tháng 4 năm 1968) là một cầu thủ bóng đá người Nhật Bản.

## Sự nghiệp câu lạc bộ
Tetsuya Shiokawa đã từng chơi cho Gamba Osaka.